# HNK Mladost Široki Brijeg
HNK Mladost je bosanskohercegovački nogometni klub iz Širokog Brijega.

## Povijest
Klub je osnovan u ljeto 2015. godine. Po osnivanju, u sezoni 2015./16. počinju se natjecati u Međužupanijskoj ligi HBŽ i ZHŽ koju iste godine i osvajaju. U sezoni 2016./17. su se natjecali u Drugoj ligi FBiH – Jug, ali su nakon 5. kola odustali od natjecanja.
Mlađe uzrasne kategorije natjecale su se u odgovarajućim međužupanijskim natjecanjima.

## Vanjske poveznice
- Facebook